# Pendik Spor Kulubü
Il Pendik Spor Kulubü è società calcistica turca di Pendik, distretto della provincia di Istanbul. Milita nella TFF 1. Lig, la seconda divisione del campionato turco di calcio.
Il club è stato fondato nel 1950 e gioca le gare casalinghe allo stadio Pendik, che ha una capacità di 2 500 posti a sedere. I colori sociali sono il bianco e il rosso.

## Storia
Il club fu attivo dal 1927 e continuò le attività senza essere soggetto a procedure ufficiali fino al 1950. Prima del 1950 era noto come Pendik Gençlerbirliği e in alcune partite sconfisse Fenerbahçe, Beşiktaş e Vefaspor.
Nel 1950 fu fondato il Pendik Spor Kulubü, che militò nei campionati amatoriali di Istanbul fino alla stagione 1982-1983. Con l'istituzione della terza divisione, all'epoca denominata TFF 3. Lig, nel 1984, il club ottenne lo status di società professionistica e rimase nella terza serie fino alla stagione 1992-1993. Dopo essere stata retrocessa allo status di dilettante nel 1993, la squadra tornò nella terza serie l'anno successivo. Nella stagione 1997-1998 il club vinse il campionato di terza divisione e fu promosso in seconda serie, a ll'epoca denominata TFF 2. Lig. Dopo aver militato in cadetteria per due stagioni, retrocesse nella terza divisione al termine della stagione 1999-2000.
Il 14 dicembre 1999 il Pendikspor batté il Fenerbahçe per 2-1  in una partita di Coppa di Turchia. Nella stagione 2003-2004 la squadra vinse il gruppo 4 della TFF 3. Lig, la quarta divisione, e ascese in TFF 2. Lig, la terza serie. Nel 2005-2006 il terzo posto valse la qualificazione agli spareggi per la promozione in seconda divisione, dove fu eliminata dall'Eskişehirspor in finale.
Il 28 novembre 2012, tredici anni dopo il precedente incontro del 1999, Fenerbahçe e Pendikspor si affrontarono nuovamente nel quarto turno della Coppa di Turchia. A prevalere stavolta fu il Fenerbahçe con il risultato di 1-0.
Nella stagione 2014-2015 il club si piazzò secondo nel girone bianco della TFF 2. Lig, accedendo agli spareggi p er la promozione nella categoria superiore. Qui eliminò il  Menemen ai quarti di finale, ma fu eliminato dal 1461 Trabzon in semifinale. 
Nella stagione 2021-2022, vincendo il girone bianco della TFF 2. Lig con cinque settimane di anticipo, ottenne la promozione in TFF 1. Lig, la seconda serie; la squadra chiuse il torneo con venti punti di vantaggio sulla seconda in classifica. Nel 2022-2023 si piazzò terza in seconda serie, qualificandosi ai play-off, dove eliminò l'Eyüpspor in semifinale e batté per 2-1 il Bodrumspor in finale, assicurandosi per la prima volta la promozione nella Süper Lig, la massima serie turca.

## Rosa 2023-2024
| N. |                       | Ruolo | Calciatore      |
| -- | --------------------- | ----- | --------------- |
| 1  | Turchia (bandiera)    | P     | Erdem Canpolat  |
| 3  | Turchia (bandiera)    | D     | Emre Taşdemir   |
| 6  | Portogallo (bandiera) | D     | Sequeira        |
| 7  | Suriname (bandiera)   | C     | Leandro Kappel  |
| 8  | Albania (bandiera)    | C     | Endri Çekiçi    |
| 9  | Turchia (bandiera)    | A     | Görkem Bitin    |
| 10 | Paraguay (bandiera)   | C     | Óscar Romero    |
| 11 | Turchia (bandiera)    | C     | Halil Akbunar   |
| 13 | Turchia (bandiera)    | D     | Murat Akça      |
| 14 | Senegal (bandiera)    | D     | Joher Rassoul   |
| 18 | Norvegia (bandiera)   | C     | Fredrik Midtsjø |
| 19 | Egitto (bandiera)     | A     | Ahmed Hassan    |
| 20 | Turchia (bandiera)    | D     | Berkay Sülüngöz |
| 21 | Mali (bandiera)       | A     | Abdoulay Diaby  |

| N. |                         | Ruolo | Calciatore       |
| -- | ----------------------- | ----- | ---------------- |
| 22 | Siria (bandiera)        | D     | Erdem Özgenç     |
| 23 | Brasile (bandiera)      | D     | Welinton         |
| 24 | Turchia (bandiera)      | C     | İbrahim Akdağ    |
| 27 | Senegal (bandiera)      | A     | Mame Thiam       |
| 30 | Turchia (bandiera)      | D     | Alpaslan Öztürk  |
| 34 | Brasile (bandiera)      | A     | Thuram           |
| 35 | Turchia (bandiera)      | P     | Burak Öğür       |
| 58 | Turchia (bandiera)      | C     | Gökcan Kaya      |
| 61 | Turchia (bandiera)      | D     | Serkan Asan      |
| 66 | RD del Congo (bandiera) | C     | Arnaud Lusamba   |
| 76 | Turchia (bandiera)      | P     | Murat Akşit      |
| 90 | Nigeria (bandiera)      | A     | Emeka Eze        |
| 99 | Turchia (bandiera)      | A     | Erencan Yardımcı |

## Partecipazioni ai campionati
- Süper Lig: 2023-
- TFF 1. Lig: 2022-2023
- TFF 2. Lig: 1998-2000, 2004-2022
- TFF 3. Lig: 1984-1993, 1994-1998, 2001-2004
- Amatör Futbol Ligleri: 1993-1994

## Palmarès

### Competizioni nazionali
- TFF 2. Lig: 1

2021-2022
- TFF 3. Lig: 2

1997-1998, 2003-2004

### Altri piazzamenti
- TFF 2. Lig:

Secondo posto: 2014-2015 (gruppo bianco)